# Norikura
Norikura je skupina několika stratovulkánů nacházejících se na ostrově Honšú, v centrální části vulkanické zóny, táhnoucí se od severu (Jakedake) na jih (Ontake). Vrchol Norikury dosahuje 3026 m, je to třetí nejvyšší sopka v Japonsku. Poslední aktivita komplexu se odehrála na začátku holocénu.